# فلامیش
فلامیش (انگلیسی: Flamiche) یک نوع کیک میوه‌دار مربایی است که در منطقه پیکاردی مصرف می‌شود.بهترین نوع این کیک با تره‌فرنگی تهیه می‌شود.گاهی نیز این کیک را با پنیر محلی تهیه می‌کنند.این کیک ممکن است طعمی شیرین یا طعم‌های دیگر داشته باشد.